# Максімо Перроне
Максімо Перроне (ісп. Máximo Perrone, нар. 7 січня 2003, Буенос-Айрес, Аргентина) — аргентинський футболіст, опорний півзахисник англійського «Манчестер Сіті» та молодіжної збірної Аргентини. На умовах оренди грає за клуб «Комо».

## Ігрова кар'єра

### Клубна
Є вихованцем футбольної школи клубу «Велес Сарсфілд». Дебют гравця на професійному рівні відбувся 6 березня 2022 року у матчі чемпіонату Аргентини проти «Естудьянтеса» з Ла-Плати.
У січні 2023 року стало відомо, що Перроне переходить до англійського «Манчестер Сіті». 25 лютого футболіст вперше вийшов на поле в матчі проти «Борнмута», коли у другому таймі замінив Ерлінга Голанна.

### Збірна
У травні 2023 року у складі молодіжної збірної Аргентини взяв участь у домашньому молодіжному чемпіонаті світу.

## Титули
Манчестер Сіті
 Чемпіон Англії: 2022/23
 Переможець Кубка Англії: 2022/23
 Переможець Ліги чемпіонів: 2022/23